# Sede titolare di Galtellì
Galtellì (in latino Galtellinensis) è una sede titolare della Chiesa cattolica.

## Storia
La diocesi di Galtellì fu eretta nel XII secolo, la cattedra era presso la chiesa di San Pietro di Galtellì. Nel 1138 una bolla di papa Alessandro III la rese suffraganea dell'arcidiocesi di Pisa. Caduto il dominio pisano sulla Sardegna, la sede di Galtellì divenne nel XIII secolo immediatamente soggetta alla Santa Sede. In forza di una bolla di papa Alessandro VI del 1495 la sede fu unita all'arcidiocesi di Cagliari.
Il 21 luglio 1779 in forza della bolla Eam inter caeteras di papa Pio VI la sede fu ristabilita con il nome di diocesi di Galtellì-Nuoro, come suffraganea dell'arcidiocesi di Cagliari, e contestualmente la residenza episcopale fu trasferita da Galtellì a Nuoro. Il 27 gennaio 1928 assunse il nome di diocesi di Nuoro.
Dall'ottobre 2004 Galtellì è annoverata tra le sedi vescovili titolari della Chiesa cattolica; la sede è vacante dal 24 febbraio 2025.

## Cronotassi dei vescovi titolari
- Joaquim Giovanni Mol Guimarães (11 febbraio 2006 - 24 febbraio 2025 nominato vescovo coadiutore di Santos)